# Vitrac-en-Viadène
 Vitrac-en-Viadène  là một xã ở tỉnh Aveyron, thuộc vùng Occitanie ở miền nam nước Pháp.